# 研究科 (旧制)
研究科（けんきゅうか）は、旧学制で、当該種別の学校の卒業生もしくはそれと同等以上の学力を有する者に対して、精深な程度において、特別の事項を教授し、その研究を指導することを目的として学校に設けられる課程で修業年限は、1年以上だった。
中等教育以降の学校に、設けられた。

## 旧制中等教育学校の研究科
高等女学校や実業学校に設けられた研究科は、主に工業・水産などの専門教育分野を深めることを目的とした。
時代により、「専修科」、「専攻科」、「高等科」の名称も使用された。

## 高等教育機関の研究科
高等師範学校や旧制専門学校に設けられた研究科は、主に専門教育分野をさらに深めることを目的とした。
東京高等商業学校では1897年に「専攻部」を設置し、本科卒業生に対してさらなる専門教育を行っていたが、1909年5月に文部省が専攻部廃止の省令を発したことから在学生が総退学決議を下すに至った（申酉事件）。